# Leandro Ruiz
Leandro Ruiz Gaitero (nacido en Madrid en 1822) fue un compositor y director de orquesta y de coros español. 
Las referencias más antiguas a su actividad artística sitúan en 1855 a Leandro Ruiz siendo contratado como maestro compositor y como director de una compañía lírica que actuó en Salamanca y Valladolid. Además, su nombre figuró entre el listado de artistas madrileños que enviaron ese mismo año una propuesta de fundación de una ópera nacional española al Congreso de los Diputados.
En relación con la actividad interpretativa de Leandro Ruiz, Baltasar Saldoni recoge en una breve voz de su diccionario biográfico y bibliográfico que el músico madrileño ejerció como maestro de coros en el Teatro Real de Madrid y que a fecha de 1867 era maestro director de la compañía de ópera italiana de Valencia. También fue maestro director y concertador de la compañía operística encabezada por los cantantes Roberto Stagno y Amelia Conti-Foroni que desarrolló temporada en Valladolid y en el Teatro Principal de Valencia en 1877 según ha estudiado Fernando Torner Feltrer.
En su faceta como compositor teatral tiene documentadas más de una decena de partituras para zarzuelas y comedias, varias de ellas en colaboración con el libretista Rafael María Liern. Ejemplos de su producción son títulos como La almoneda del diablo (comedia de magia en tres actos, 1862), El laurel de plata (cuento en tres actos, 1868), Florinda o La Cava baja (parodia en un acto, 1887) o Monomanía teatral (juguete en un acto, 1888), esta última escrita en colaboración con su hijo Ángel Ruiz, también compositor lírico. Otro hijo suyo fue el célebre intérprete de género chico Julio Ruiz (1850-1919), que también escribió libretos y partituras líricas.